# Manöverström
Manöverström, i många eltekniska applikationer hanteras stora strömmar och farliga spänningar. Man använder då olika former av brytare, kontaktorer och liknande för att på ett ofarligt sätt kunna styra kopplingarna med vanliga tryckknappar eller till exempel datorer.
Manöverström blir då en benämning på den ström som används för att göra själva manövern. Som exempel kan vi ta ett av SJ:s Rc-lok. Loket drivs med 15 kV växelspänning, 16 2/3 Hz. Denna spänning är fullständigt livsfarlig och dessutom svår att driva motorerna med, och transformeras därför ned i loket till omkring 1 000 volt. Men även denna spänning är livsfarlig och måste slutas och brytas med hjälp av kontaktorer, bland annat. Dessa manövreras med små knappar med till exempel 48 volt likspänning. Detta är manöverspänningen.
På motsvarande sätt används manöverström i så gott som alla kraftanläggningar, undervattensbåtar, hissar osv. Observera att manöverströmmen inte är helt ofarlig, exempelvis uppstår ibland bränder i manöverströmsmatade anläggningar